# .sk
.sk és el domini de primer nivell territorial (ccTLD) d'Eslovàquia. L'administra SK-NIC a.s. Només entitats del país poden fer-hi registres.
Abans de la partició de Txecoslovàquia de 1993, s'utilitzava el domini .cs.